# ليفيو جانيا
ليفيو جانيا (بالرومانية: Liviu Ganea)‏ هو لاعب كرة قدم روماني في مركز الهجوم، ولد في 23 فبراير 1988 في بوخارست في رومانيا. شارك مع منتخب رومانيا تحت 17 سنة لكرة القدم ومنتخب رومانيا تحت 19 سنة لكرة القدم ومنتخب رومانيا تحت 21 سنة لكرة القدم ومنتخب رومانيا لكرة القدم. أما مع النوادي، فقد لعب مع دينامو بوخارست وسي إف آر كلوج وكونكورديا كياجنا ونادي أسترا جورجو ونادي براشوف ونادي بوليتكنيكا ياش.

## وصلات خارجية
- ليفيو جانيا على موقع الاتحاد الأوربي (الإنجليزية)
- ليفيو جانيا على موقع قاعدة بيانات كرة القدم.إي يو (الإنجليزية)
- ليفيو جانيا على موقع ناشيونال فوتبول تيمز (الإنجليزية)
- ليفيو جانيا على موقع Soccerway.com (الإنجليزية)
- ليفيو جانيا على موقع عالم كرة القدم.نت (الإنجليزية)
- ليفيو جانيا على موقع AS.com (الإسبانية)